# Швеция на летних Олимпийских играх 1936
Швеция принимала участие в Летних Олимпийских играх 1936 года в Берлине (Германия), и завоевала 20 медалей, из которых 6 золотые, 5 серебряные и 9 бронзовые. Сборную страны представлял 171 спортсмен (163 мужчины, 8 женщин).

## Медалисты
| Медаль  | Спортсмен                                                                                 | Вид спорта                  | Дисциплина                                   |
| ------- | ----------------------------------------------------------------------------------------- | --------------------------- | -------------------------------------------- |
| Золото  | Эрик Бладстрём Свен Юханссон                                                              | Гребля на байдарках и каноэ | Мужчины, байдарки-двойки разборные, 10.000 м |
| Золото  | Торстен Ульман                                                                            | Стрельба                    | Мужчины, пистолет, 50 м                      |
| Золото  | Рудольф Сведберг                                                                          | Борьба                      | Мужчины, греко-римская борьба, до 72 кг      |
| Золото  | Ивар Юханссон                                                                             | Борьба                      | Мужчины, греко-римская борьба, до 79 кг      |
| Золото  | Аксель Кадmt                                                                              | Борьба                      | Мужчины, греко-римская борьба, до 87 кг      |
| Золото  | Кнут Фридель                                                                              | Борьба                      | Мужчины, вольная борьба, до 87 кг            |
| Серебро | Ханс Дракенберг Ханс Гранфельт Густаф Дюрссен Густав Альмгрен Биргер Седерин Свен Тофельт | Фехтование                  | Мужчины, шпага, командное первенство         |
| Серебро | Эгон Свенссон                                                                             | Борьба                      | Мужчины, греко-римская борьба, до 56 кг      |
| Серебро | Юн Нюман                                                                                  | Борьба                      | Мужчины, греко-римская борьба, свыше 87 кг   |
| Серебро | Туре Андерссон                                                                            | Борьба                      | Мужчины, вольная борьба, до 72 кг            |
| Серебро | Арвид Лаурин Уно Валлентин                                                                | Парусный спорт              | Класс «Звёздный»                             |
| Бронза  | Хенрю Юнссон                                                                              | Лёгкая атлетика             | Мужчины, 5000 м                              |
| Бронза  | Фред Варнгорд                                                                             | Лёгкая атлетика             | Мужчины, метание молота                      |
| Бронза  | Эрик Огрен                                                                                | Бокс                        | Мужчины, до 61,2 кг                          |
| Бронза  | Таге Фальборг Хельге Ларссон                                                              | Гребля на байдарках и каноэ | Мужчины, байдарки-двойки, 10.000 м           |
| Бронза  | Грегор Адлеркреутз Свен Коллиандер Фольке Сандстрём                                       | Конный спорт                | Выездка, командное первенство                |
| Бронза  | Торстен Ульман                                                                            | Стрельба                    | Мужчины, скоростной пистолет, 50 м           |
| Бронза  | Эйнар Карлссон                                                                            | Борьба                      | Мужчины, греко-римская борьба, до 61 кг      |
| Бронза  | Йёста Френдфорс                                                                           | Борьба                      | Мужчины, вольная борьба, до 61 кг            |
| Бронза  | Свен Сален Леннарт Экдаль Мартин Хиндорфф Торстен Лорд Дагмар Сален                       | Парусный спорт              | Класс «6 метров»                             |